# Rubén Cousillas
Ruben Cousillas Fuse (ur. 9 maja 1957 r. w Buenos Aires) – były bramkarz, obecnie trener.
W latach 2003–04 pracował jako szkoleniowiec argentyńskiego River Plate. Zastąpił on na stanowisku Manuela Pellegriniego. Później w latach 2004-09 był jego asystentem w hiszpańskim Villarreal CF. W latach 2009–2010 pracował z Pellegrinim jako asystent w Realu Madryt. Od 2013 roku towarzyszy Chilijczykowi w Manchesterze City. Rubén pełni tam funkcję jego asystenta.